# ニュージーランドの国立公園

ニュージーランドの国立公園の地図。

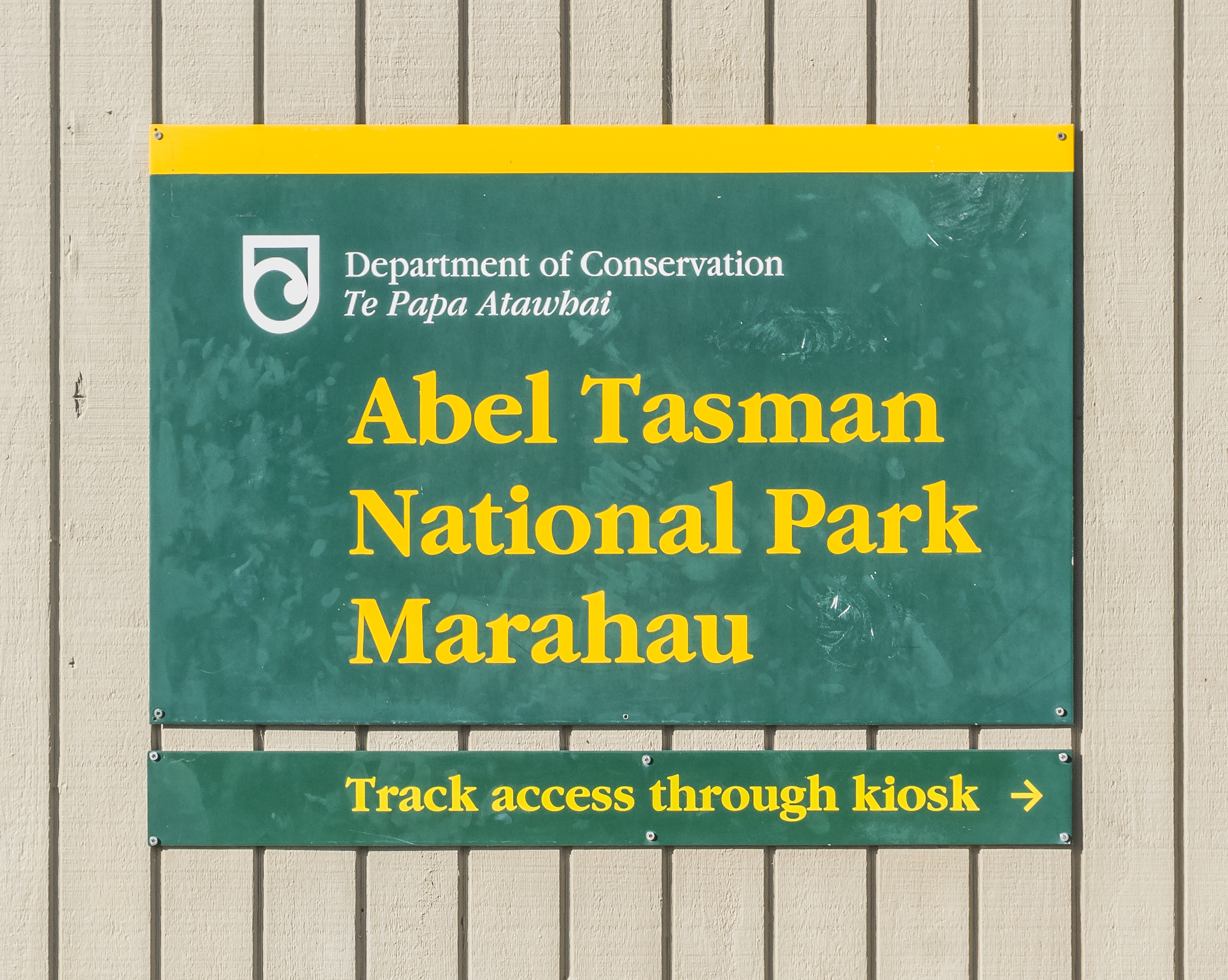
エイベル・タスマン国立公園での掲示板。

ニュージーランドの国立公園（ニュージーランドのこくりつこうえん、英語: National parks of New Zealand）では、ニュージーランドの国立公園について記述する。

## 概要
ニュージーランドの国立公園は、自然保護省（DOC）によって管理されている保護された自然地域である。国立公園にはニュージーランドで最も美しい風景がいくつかあるが、最初に設立されたいくつかの公園はすべて山の風景に焦点を当てていた。1980年代以降、ニュージーランドの風景をより多様に表現することに焦点が当てられてきた。公園はすべて文化的に重要であり、多くには歴史的な特徴も含まれている。トンガリロ国立公園は、文化的にも自然的にも重要な世界遺産の1つであり、南島の4つの国立公園は、もう1つの世界遺産であるテワヒポウナムを形成しています。現在13の国立公園がある。14番目のテウレウェラ国立公園は2014年に廃止された。
国立公園は、「一般の人々の利益、利用、楽しみのために」自然保護省によって管理されている。これらは人気のある観光地であり、海外からの観光客の10分の3が、ニュージーランド滞在中に少なくとも1つの国立公園を訪れている。

## 一覧

### 北島
北島には、以下の3つの国立公園がある。

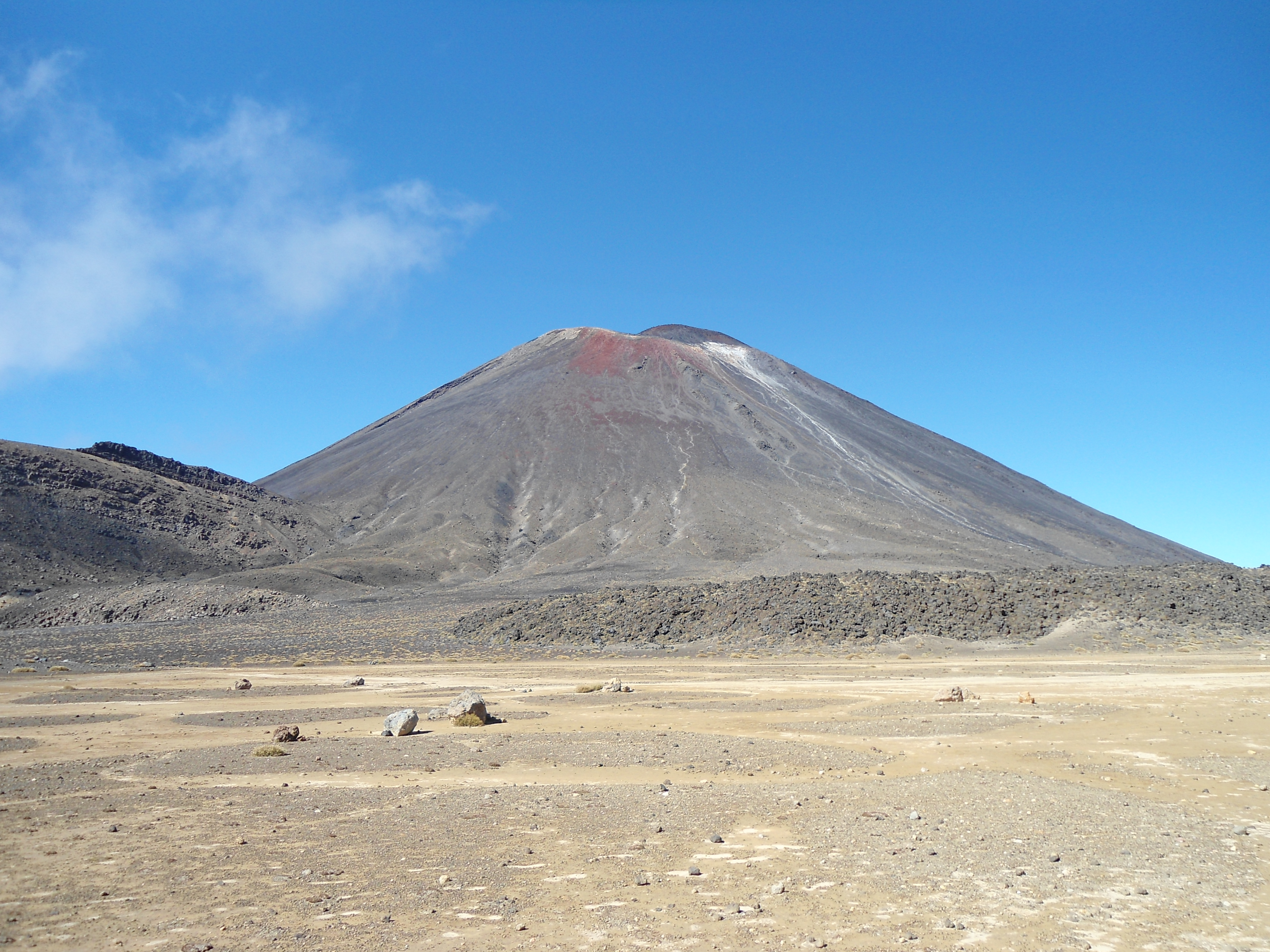
ナウルホエ山（トンガリロ国立公園）

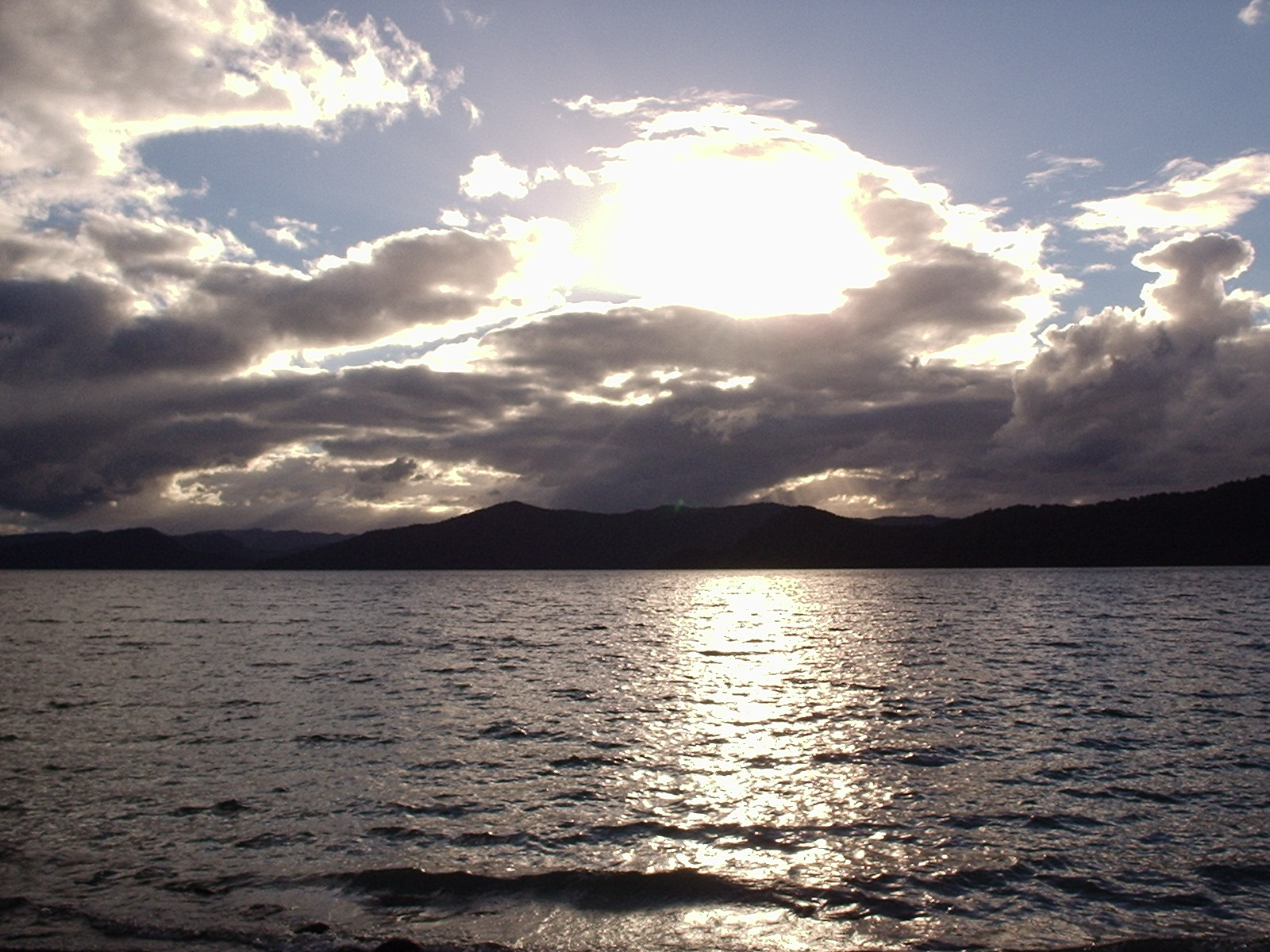
ワイカレモアナ湖（テ・ウレウェラ国立公園）

- トンガリロ国立公園（1887年設立、796 km²）はニュージーランドの最初の国立公園である。3つの活発な火山、ルアペフ山、ナウルホエ山並びにトンガリロ山が含まれる。公園を西から東に縦走するトンガリロ・クロッシング（英語版）（全長17km）は、ニュージーランドで最も人気のある日帰り登山コースとして知られている。UNESCOの世界遺産（複合遺産）に登録されている。
- エグモント国立公園（1900年設立、335 km²）はタラナキ山（別名：エグモント山）の山頂の半径9 km 及び北部のいくらか離れた地域から成っている。休火山の均整の取れた円錐形は地域の目印となっている。
- ワンガヌイ国立公園（1986年設立、742 km²）はワンガヌイ川流域にある国立公園である。

### 南島
南島には、以下の9つの国立公園がある。

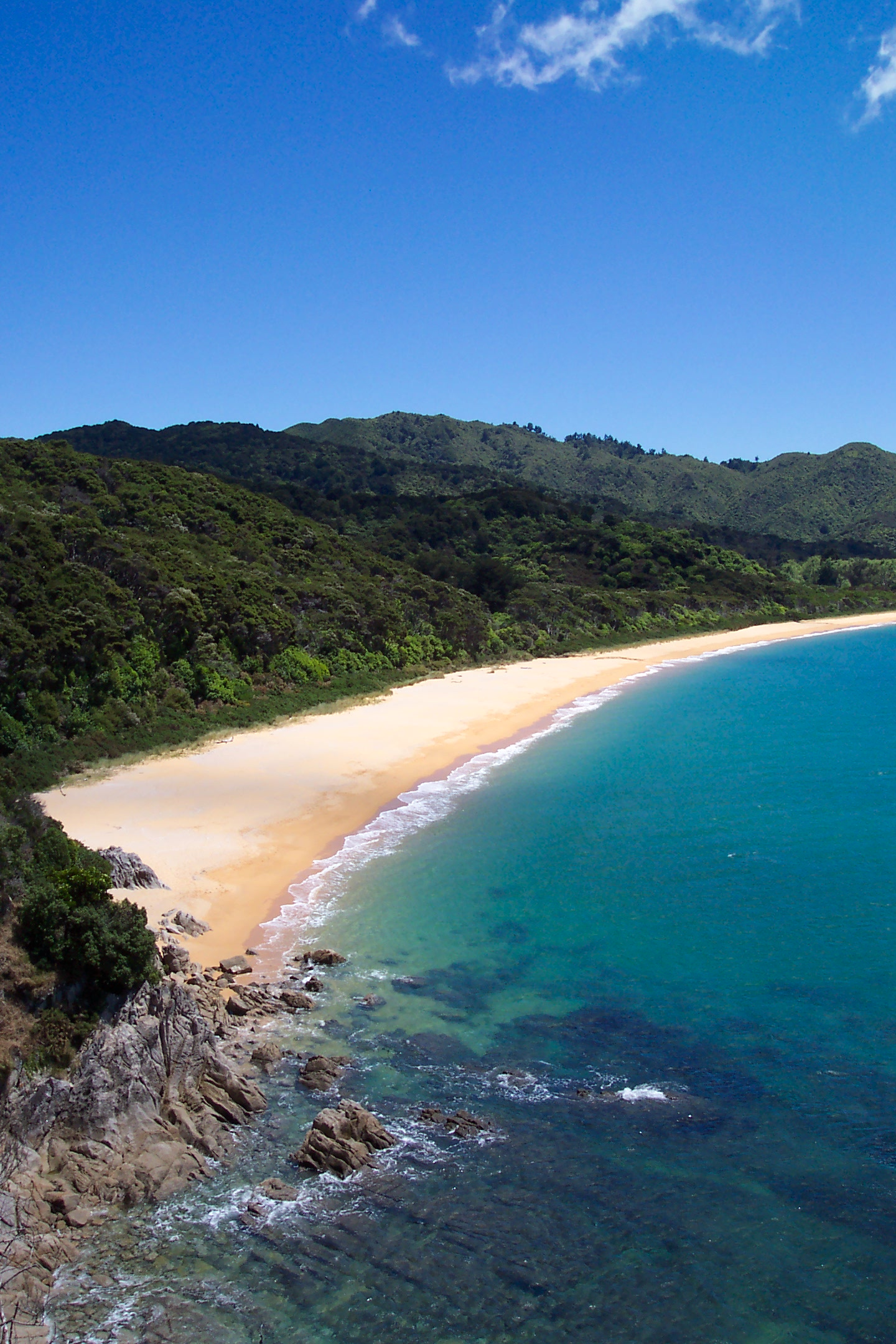
エイベル・タスマン国立公園

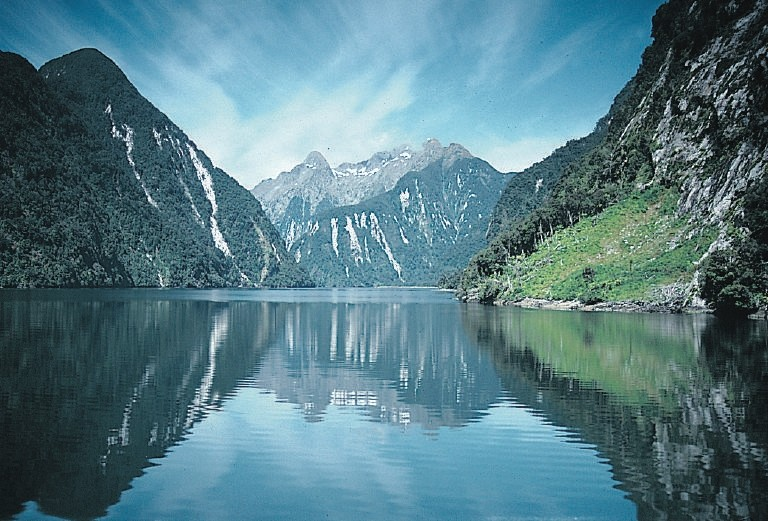
ダウトフル・サウンド（フィヨルドランド国立公園）

- カフランギ国立公園（1996年設立、4,520 km²）は北西部に位置している。古代の地形及び珍しい植物相並びに動物相が存在する。この国立公園はニュージーランドで2番目に大きな国立公園である。
- エイベル・タスマン国立公園（1942年設立、225 km²）は大きな干満のある入り江及びタスマン湾（英語版）の海岸沿いの黄金砂のビーチがある。この国立公園はニュージーランドの一番小さな国立公園である。
- ネルソン・レイクス国立公園（1956年設立、1,018 km²）はネルソン地域の起伏の多い、山岳地帯である。
- パパロア国立公園（1987年設立、306 km²）はウエストポート（Westport）及び グレイマウスの間の南島の西海岸にある。
- アーサーズ・パス国立公園（1929年設立、1,144 km²）は起伏の多く南アルプス山脈を主に分けて広がる山岳地域である。

以下の4つの国立公園をあわせて、世界遺産テ・ワヒポウナムを構成する。
- ウェストランド・タイ・ポウティニ国立公園（1960年設立、1,175 km²）は南アルプス山脈の最高点から自然の遠く離れた海岸線まで広がっている。
- アオラキ/マウント・クック国立公園（1953年設立、707 km²）はニュージーランドで一番高い山、クック山（3,754 m）、及び一番長い氷河、タスマン氷河を包含する。
- マウント・アスパイアリング国立公園（1964年設立、3,555 km²）はアオラキ/マウント・クック国立公園の外側でニュージーランドの最高点である、アスパイアリング山（3,036 m）の中央部の印象的な氷河で覆われた山の風景部分から成る。
- フィヨルドランド国立公園（1952年、12,519 km²）はニュージーランドで最大な国立公園であり世界の中で最大な国立公園の1つである。

### スチュアート島
- ラキウラ国立公園（2002年設立、1,500 km²）は、スチュアート島にあり、ニュージーランドでは、最も新しい国立公園である。

### 廃止
- テ・ウレウェラ国立公園（1954年設立、2,127 km²）は北島の最大な原生林の残存する地域である。公園内部にあるワイカレモアナ湖（英語版）は景色のいい湖畔として有名である。2014年に廃止。

## 参照項目
- 国立公園
- イギリスの国立公園